# Tricimba propinqua
Tricimba propinqua är en tvåvingeart som beskrevs av Ismay 1993. Tricimba propinqua ingår i släktet Tricimba och familjen fritflugor. Inga underarter finns listade i Catalogue of Life.